# Jana Vaňourková
Jana Vaňourková (* 17. března 1953, Brno) je česká cestovatelka a fotografka.

## Život a tvorba
Vystudovala VUT v Brně. Od roku 1982 do roku 2010 žila v Nizozemsku, kde pracovala v oboru informačních technologií. Často cestuje, zejména na africký kontinent. Fotografuje od svých 15 let, nejprve na černobílý film, později barevně na diapozitivy a od roku 2005 digitálně. Od roku 2003, kdy se seznámila s kanadskou školou fotografického impresionismu, se věnuje abstraktní barevné fotografii. Dosud vystavovala v Nizozemsku a Česku, její fotografie byly také publikovány v časopisech.

### Publikace
- VAŇOURKOVÁ, Jana. Montage Factory. [s.l.]: Blurb, 2010.
- VAŇOURKOVÁ, Jana. The Panning Queen. [s.l.]: Blurb, 2010.
- VAŇOURKOVÁ, Jana. Multiple Reality. [s.l.]: Blurb, 2010.
- VAŇOURKOVÁ, Jana. Impressions Diary. [s.l.]: Blurb, 2010.